# 伊波伊特尔杰什
伊波伊特尔杰什，是匈牙利佩斯州所辖的一个村。总面积13.66平方公里，总人口458，人口密度33.5人/平方公里（2011年1月1日）。